# Uttar Dinajpur (huyện)
Huyện Uttar Dinajpur là một huyện thuộc bang West Bengal, Ấn Độ. Thủ phủ huyện Uttar Dinajpur đóng ở Raigunj. Huyện Uttar Dinajpur có diện tích 3180 ki lô mét vuông. Đến thời điểm năm 2001, huyện Uttar Dinajpur có dân số 2441824 người.